# Arai Hakuseki
Pour les articles homonymes, voir Arai (homonymie).
Arai Hakuseki (新井 白石, 24 mars 1657 - 29 juin 1725) est un fonctionnaire, universitaire, administrateur, écrivain polygraphe et homme politique japonais confucéen de la période Edo. Il a été conseiller du shogun Tokugawa Ienobu. Son vrai nom était Kinmi ou Kimiyoshi (君美). Hakuseki (白石) était un pseudonyme. Son père était Arai Masazumi (新井 正済), un samouraï du clan Kururi.

## Biographie
Hakuseki est né à Edo et a montré des signes de génie dès son plus jeune âge. Selon une histoire, à l'âge de trois ans, Hakuseki est parvenu à recopier un livre confucéen écrit en kanji, caractère par caractère. Parce qu'il est né la même année que le grand incendie de Meireki et parce que quand il était énervé, son front plissé ressemblait à 火 ou « feu », il était affectueusement appelé Hi no Ko (火の子) ou l'enfant du feu. Il était un serviteur de Hotta Masatoshi, mais après que celui-ci fut assassiné par Inaba Masayasu, le clan Hotta fut contraint de quitter le domaine de Sakura pour Yamagata puis Fukushima et ainsi, les revenus du clan ont diminué. Hakuseki a choisi de partir, devenant un rōnin, et étudié sous le confucéen Kinoshita Jun'an. Il s'est vu offrir un poste par le plus grand clan, celui de Kaga, mais il l'a offert au samouraï suivant.
En 1693, Hakuseki entre au service de Tokugawa Ienobu qui était à la recherche d'un lettré pour le conseiller, avant qu'il ne devienne le sixième shogoun en 1709. Il le servira alors conjointement avec Manabe Akifusa, comme conseiller. Par la suite, il continuera à conseiller son successeur, Tokugawa Ietsugu. Il se retire à l'avènement du huitième shogoun, Tokugawa Yoshimune. Hakuseki poursuit encore une carrière prolifique d'auteur et de penseur, travaillant sur la politique et l'histoire du Japon jusqu'à sa mort.
Il est inhumé à Asakusa (aujourd'hui Taitō, Tokyo) au temple de Hoonji mais à plus tard été déplacé à Nakano au temple de Kotokuji.

## Politique économique

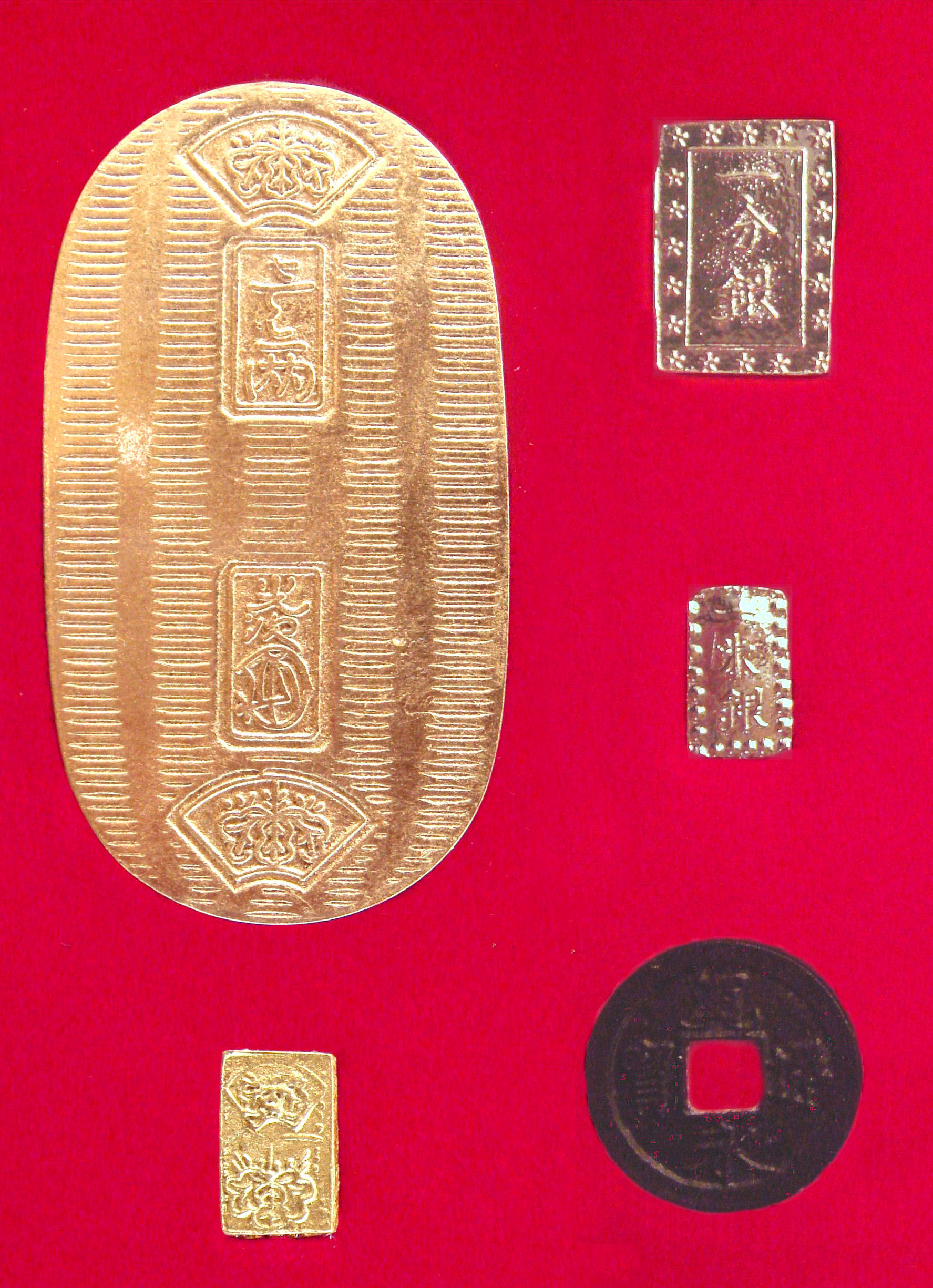
Une interdiction d'exportation des pièces de monnaie Tokugawa a été imposée par Arai Hakuseki en 1715.

Sous le rōjū, Abe Seikyo, et avec le soutien important d'Ienobu, il a lancé le Shōtoku no chi, une série de politiques économiques conçues pour améliorer les finances de shogunat. Par la frappe d'une nouvelle monnaie de meilleure qualité, l'inflation était contrôlée. À partir des dossiers commerciaux, Hakuseki a déduit que 75 % de l'or et 25 % de l'argent du Japon avaient été dépensés en commerce avec les pays étrangers. Conscient que les ressources nationales du Japon étaient en danger, il a mis en application une nouvelle politique commerciale, le Kaihaku Goshi Shinrei (海舶互市新例), pour contrôler les paiements aux marchands chinois et hollandais en exigeant qu'au lieu des métaux précieux, les produits comme la soie, la porcelaine, et les fruits de mer séchés devraient être employés pour le commerce. Cependant, les effets bénéfiques de cette politique ont été limités car que le commerce des métaux précieux de Tsushima et de Satsuma n'était pas contrôlable par le bakufu.
Il a aussi simplifié les rituels pour accueillir les ambassadeurs de la dynastie de Joseon, en dépit de l'opposition du confucianiste de Tsushima, Hōshu Amenomori .

## Politique constitutionnelle
Hakuseki a appliqué le mandat du ciel envers l'empereur et le shogun. Comme il n'y avait eu aucune révolution pour changer les institutions de base du Japon, il a soutenu que le shogun était subordonné à l'empereur et qu'en montrant le bon gouvernement, courage moral et respect à l'empereur, un shogun montrait qu'il tenait du droit divin. Il a également fait remonter les racines de la famille Tokugawa jusqu'au clan Minamoto et donc à une lignée d'ascendance impériale afin de prouver que la suprématie politique d'Ieyasu était légitime. Pour renforcer la puissance du shogun et maintenir son prestige national, il proposa de changer le titre en Koku-ō - roi-nation.

## Études occidentales
Chargé par le shogun d'interroger Giovanni Baptista Sidotti, un jésuite emprisonné pour s'être introduit clandestinement au Japon en 1708, Hakuseki fut vivement impressionné par l'avance technique de l'Occident, mais porta un jugement nettement plus critique en matière de métaphysique et de religion. Le christianisme lui semble irrationnel et la croyance en un Dieu créateur du monde inutile et illogique. En outre, le prosélytisme des missionnaires l'inquiète. Cet épisode ainsi que la relation écrite de ces entretiens dans le Sairan Igen et le Seiyo Kibun ont joué un rôle important dans l'extrême prudence du Japon de l'époque concernant ses tentatives d'ouverture vers l'Europe. Ces livres font de Arai Hakuseki un pionnier des études occidentales.

## Études historiques et philologiques
Auteur d'importantes études historiques sur le Japon, il y développe une véritable philosophie de l'histoire dont la démarche est souvent qualifiée de positiviste. Insistant sur l'importance des faits, il applique sa méthode à l'histoire ancienne. Également intéressé par les problèmes de filiation et de généalogie, Hakuseki fait des recherches philologiques et généalogiques sur la littérature ancienne (Kojiki, Norito...) et effectue des comparaisons entre le japonais, le chinois, le coréen et les langues européennes. Le japonais et le coréen ayant des racines communes, il en déduit que les japonais doivent être les descendants d'immigrés coréens. Il est également l'un des premiers à penser que le nô vient du théâtre chinois et pense que la mythologie shinto est la transposition métaphysique d'une problématique humaine, les récits mythologiques n'étant que des faits historiques déguisés. C'est donc dans cet esprit de recherches socio-linguistiques qu'il étudie et interprète comme des faits les mythes relatés par la littérature ancienne.

## Quelques œuvres
Les écrits publiés de Hakuseki comptent 237 œuvres en 390 publications dans 6 langues et 3 163 livres collectionnés en bibliothèque.
- 1709 — 本朝軍器考
- 1709 - Sairan Igen (采覧異言, Opinions recueillis et mots bizarres).
- 1711 - Hōka shiryaku (Brève histoire de la monnaie), aussi connu comme Honchō hōka tsūyō jiryaku ("Court constat de la circulation de la monnaie").
  - (1828). Fookoua Siriak : traité sur l'origine des richesses au Japon Œuvre écrite en français.
- 1712 - Tokushi Yoron (読史余論, leçons de l'histoire).
- 1715 - Seiyō Kibun (西洋記聞, Chroniques des rumeurs de l'Occident). Cet ouvrage contient des informations politiques et historiques sur l'Occident ainsi qu'une étude sur le christianisme, basées sur les conversations de Hakuseki avec Giovanni Battista Sidotti (en). Il contient trois tomes : un qui reprend les entretiens avec Sidotti, un second sur la géographie et l'histoire de monde, et un troisième sur le christianisme[1].
- 1729 — 蝦夷志
- 1760 — 同文通考
- 1805 — 東雅
- 1894 — Hankanfu (藩翰譜). Une liste des arbres généalogiques des Daimyos
- 1936 — 新井白石集
- 1964 — 戴恩記
- 1977 — 新井白石全集
- 1977 — 新編藩翰譜
- 1981 — 新令句解
- Koshitsū (古史通). Un travail qui détaille l'histoire antique du Japon.
- Oritaku Shiba no Ki (折りたく柴の記). Cette autobiographie est considérée comme la première du genre au Japon[5].